# نائو کوساکا
نائو کوساکا (به ژاپنی: 日下尚،  زادهٔ ۲۸ نوامبر ۲۰۰۰) یک کشتی‌گیر فرنگی‌کار اهل کشور ژاپن است.
از افتخارات وی می‌توان به‌ کسب مدال طلا بازی‌های المپیک ۲۰۲۴ پاریس و مدال برنز قهرمانی کشتی جهان ۲۰۲۳ اشاره کرد.

## فعالیت حرفه‌ای

### قهرمانی کشتی جهان ۲۰۲۳
کوساکا در وزن ۷۷ کیلوگرم کشتی فرنگی قهرمانی کشتی جهان ۲۰۲۲ بلگراد شرکت کرد، او در مسابقه های اول تا سم محمدعلی گرایی از ایران، جئورجیوس پروولاراکیس از یونان و لوری لومادزه از گرجستان را شکست داد اما در نیمه نهایی به آکژول محموداف از قرقیزستان باخت و به دیدار رده‌بندی رفت. وی در دیدار رده‌بندی آرام واردانیان از ازبکستان را شکست داد و مدال برنز را بدست آورد.

### المپیک ۲۰۲۴ پاریس
کوساکا در وزن ۷۷ کیلوگرم کشتی فرنگی المپیک ۲۰۲۴ پاریس حاضر بود که عبدالکریم اوکالی از الجزایر، آرام واردانیان از ازبکستان و مالخاس آمویان از ارمنستان را شکست داد و به فینال رسید. وی در فینال دیمیو ژادرایف از قزاقستان را شکست داد و مدال طلا وزن ۷۷ کیلوگرم را بدست آورد.